# Abdullah Avcı
Abdullah Mucib Avcı (Istanbul, 31 luglio 1963) è un allenatore di calcio ed ex calciatore turco, di ruolo attaccante.

## Statistiche

### Statistiche da allenatore

#### Club
Statistiche aggiornate al 23 febbraio 2023.  In grassetto le competizioni vinte.
| Stagione                   | Squadra                    | Campionato                 | Campionato | Campionato | Campionato | Campionato | Coppe nazionali | Coppe nazionali | Coppe nazionali | Coppe nazionali | Coppe nazionali | Coppe continentali | Coppe continentali | Coppe continentali | Coppe continentali | Coppe continentali | Altre coppe | Altre coppe | Altre coppe | Altre coppe | Altre coppe | Totale | Totale | Totale | Totale | % Vittorie | Piazzamento |
| Stagione                   | Squadra                    | Comp                       | G          | V          | N          | P          | Comp            | G               | V               | N               | P               | Comp               | G                  | V                  | N                  | P                  | Comp        | G           | V           | N           | P           | G      | V      | N      | P      | %          | Piazzamento |
| -------------------------- | -------------------------- | -------------------------- | ---------- | ---------- | ---------- | ---------- | --------------- | --------------- | --------------- | --------------- | --------------- | ------------------ | ------------------ | ------------------ | ------------------ | ------------------ | ----------- | ----------- | ----------- | ----------- | ----------- | ------ | ------ | ------ | ------ | ---------- | ----------- |
| 2006-2007                  | İstanbul Başakşehir        | TFL                        | 34         | 20         | 7          | 7          | TK              | 6               | 1               | 2               | 3               | -                  | -                  | -                  | -                  | -                  | -           | -           | -           | -           | -           | 40     | 21     | 9      | 10     | 52,50      | 2° (prom.)  |
| 2007-2008                  | İstanbul Başakşehir        | SL                         | 34         | 10         | 8          | 16         | TK              | 1               | 0               | 0               | 1               | -                  | -                  | -                  | -                  | -                  | -           | -           | -           | -           | -           | 35     | 10     | 8      | 17     | 28,57      | 12°         |
| 2008-2009                  | İstanbul Başakşehir        | SL                         | 34         | 12         | 6          | 16         | TK              | 1               | 0               | 0               | 1               | -                  | -                  | -                  | -                  | -                  | -           | -           | -           | -           | -           | 35     | 12     | 6      | 17     | 34,29      | 9°          |
| 2009-2010                  | İstanbul Başakşehir        | SL                         | 34         | 16         | 8          | 10         | TK              | 7               | 3               | 3               | 1               | -                  | -                  | -                  | -                  | -                  | -           | -           | -           | -           | -           | 41     | 19     | 11     | 11     | 46,34      | 6°          |
| 2010-2011                  | İstanbul Başakşehir        | SL                         | 34         | 12         | 6          | 16         | TK              | 10              | 4               | 4               | 2               | -                  | -                  | -                  | -                  | -                  | -           | -           | -           | -           | -           | 44     | 16     | 10     | 18     | 36,36      | 11°         |
| lug.-nov. 2011             | İstanbul Başakşehir        | SL                         | 10         | 5          | 3          | 2          | TK              | -               | -               | -               | -               | -                  | -                  | -                  | -                  | -                  | -           | -           | -           | -           | -           | 10     | 5      | 3      | 2      | 50,00      | Dimis.      |
| 2014-2015                  | İstanbul Başakşehir        | SL                         | 34         | 15         | 14         | 5          | TK              | 9               | 4               | 4               | 1               | -                  | -                  | -                  | -                  | -                  | -           | -           | -           | -           | -           | 43     | 19     | 18     | 6      | 44,19      | 4°          |
| 2015-2016                  | İstanbul Başakşehir        | SL                         | 34         | 16         | 11         | 7          | TK              | 9               | 5               | 2               | 2               | UEL                | 2                  | 0                  | 0                  | 2                  | -           | -           | -           | -           | -           | 45     | 21     | 13     | 11     | 46,67      | 4°          |
| 2016-2017                  | İstanbul Başakşehir        | SL                         | 34         | 21         | 10         | 3          | TK              | 12              | 6               | 5               | 1               | UEL                | 4                  | 0                  | 2                  | 2                  | -           | -           | -           | -           | -           | 50     | 27     | 17     | 6      | 54,00      | 2°          |
| 2017-2018                  | İstanbul Başakşehir        | SL                         | 34         | 22         | 6          | 6          | TK              | 4               | 3               | 0               | 1               | UCL+UEL            | 4+6                | 1+2                | 2+2                | 1+2                | -           | -           | -           | -           | -           | 48     | 28     | 10     | 10     | 58,33      | 3°          |
| 2018-2019                  | İstanbul Başakşehir        | SL                         | 34         | 19         | 10         | 5          | TK              | 4               | 1               | 2               | 1               | UEL                | 2                  | 0                  | 1                  | 1                  | -           | -           | -           | -           | -           | 40     | 20     | 13     | 7      | 50,00      | 2°          |
| Totale Istanbul Basaksehir | Totale Istanbul Basaksehir | Totale Istanbul Basaksehir | 350        | 168        | 89         | 93         |                 | 63              | 27              | 22              | 14              |                    | 18                 | 3                  | 7                  | 8                  |             | -           | -           | -           | -           | 431    | 198    | 118    | 115    | 45,94      |             |
| 2019-gen. 2020             | Beşiktaş                   | SL                         | 18         | 9          | 3          | 6          | TK              | 4               | 1               | 0               | 3               | UEL                | 6                  | 1                  | 0                  | 5                  | -           | -           | -           | -           | -           | 28     | 11     | 3      | 14     | 39,29      | Eson.       |
| nov. 2020-2021             | Trabzonspor                | SL                         | 32         | 18         | 10         | 4          | TK              | 1               | 0               | 1               | 0               | -                  | -                  | -                  | -                  | -                  | ST          | 1           | 1           | 0           | 0           | 34     | 19     | 11     | 4      | 55,88      | Sub. 4°     |
| 2021-2022                  | Trabzonspor                | SL                         | 38         | 23         | 12         | 3          | TK              | 5               | 4               | 0               | 1               | UECL               | 4                  | 0                  | 2                  | 2                  | -           | -           | -           | -           | -           | 47     | 27     | 14     | 6      | 57,45      | 1°          |
| 2022-apr. 2023             | Trabzonspor                | SL                         | 22         | 11         | 5          | 6          | TK              | 2               | 2               | 0               | 0               | UCL+UEL+UECL       | 2+6+2              | 0+3+1              | 1+0+0              | 1+3+1              | ST          | 1           | 1           | 0           | 0           | 35     | 18     | 6      | 11     | 51,43      | Eson.       |
| Totale Trabzonspor         | Totale Trabzonspor         | Totale Trabzonspor         | 92         | 52         | 27         | 13         |                 | 8               | 6               | 1               | 1               |                    | 14                 | 4                  | 3                  | 7                  |             | 2           | 2           | 0           | 0           | 116    | 64     | 31     | 21     | 55,17      |             |
| Totale Carriera            | Totale Carriera            | Totale Carriera            | 460        | 229        | 119        | 112        |                 | 75              | 34              | 23              | 18              |                    | 38                 | 8                  | 10                 | 20                 |             | 2           | 2           | 0           | 0           | 575    | 273    | 152    | 150    | 47,48      |             |

#### Nazionale
| Squadra | Naz                | dal              | al             | Record | Record | Record | Record | Record | Record | Record | Record     |
| Squadra | Naz                | dal              | al             | G      | V      | N      | P      | GF     | GS     | DR     | % Vittorie |
| ------- | ------------------ | ---------------- | -------------- | ------ | ------ | ------ | ------ | ------ | ------ | ------ | ---------- |
| Turchia | Turchia (bandiera) | 14 febbraio 2012 | 20 agosto 2013 | 18     | 6      | 4      | 8      | 26     | 26     | +0     | 33,33      |

#### Nazionale nel dettaglio
| 2012           | Turchia        | Qual. Mondiale 2014 | Esonerato      | 4  | 1 | 0 | 3 | 25,00 | 4  | 6  | -2 |
| mar. 2013      | Turchia        | Qual. Mondiale 2014 | Esonerato      | 2  | 1 | 1 | 0 | 50,00 | 3  | 1  | +2 |
| Dal 2012       | Turchia        | Amichevoli          |                | 12 | 4 | 3 | 5 | 33,33 | 19 | 19 | +0 |
| Totale Turchia | Totale Turchia | Totale Turchia      | Totale Turchia | 18 | 6 | 4 | 8 | 33,33 | 26 | 26 | +0 |

#### Panchine da commissario tecnico della nazionale turca
| Cronologia completa delle presenze e delle reti in nazionale ― Turchia | Cronologia completa delle presenze e delle reti in nazionale ― Turchia | Cronologia completa delle presenze e delle reti in nazionale ― Turchia | Cronologia completa delle presenze e delle reti in nazionale ― Turchia | Cronologia completa delle presenze e delle reti in nazionale ― Turchia | Cronologia completa delle presenze e delle reti in nazionale ― Turchia | Cronologia completa delle presenze e delle reti in nazionale ― Turchia | Cronologia completa delle presenze e delle reti in nazionale ― Turchia |
| Data                                                                   | Città                                                                  | In casa                                                                | Risultato                                                              | Ospiti                                                                 | Competizione                                                           | Reti                                                                   | Note                                                                   |
| ---------------------------------------------------------------------- | ---------------------------------------------------------------------- | ---------------------------------------------------------------------- | ---------------------------------------------------------------------- | ---------------------------------------------------------------------- | ---------------------------------------------------------------------- | ---------------------------------------------------------------------- | ---------------------------------------------------------------------- |
| 29-2-2012                                                              | Bursa                                                                  | Turchia                                                                | 1 – 2                                                                  | Slovacchia                                                             | Amichevole                                                             | Ömer Toprak                                                            | Cap: A.Turan                                                           |
| 24-5-2012                                                              | Salisburgo                                                             | Turchia                                                                | 3 – 1                                                                  | Georgia                                                                | Amichevole                                                             | Hamit Altintop Nuri Sahin Selcuk Inan (rig.)                           | Cap: H.Altintop                                                        |
| 26-5-2012                                                              | Salisburgo                                                             | Turchia                                                                | 2 – 3                                                                  | Finlandia                                                              | Amichevole                                                             | 2 Burak Yilmaz                                                         | Cap: R.Recber                                                          |
| 29-5-2012                                                              | Salisburgo                                                             | Turchia                                                                | 2 – 0                                                                  | Bulgaria                                                               | Amichevole                                                             | Ömer Toprak Burak Yilmaz                                               | Cap: Emre                                                              |
| 2-6-2012                                                               | Lisbona                                                                | Portogallo                                                             | 1 – 3                                                                  | Turchia                                                                | Amichevole                                                             | 2 Umut Bulut autorete                                                  | Cap: Emre                                                              |
| 5-6-2012                                                               | Ingolstadt                                                             | Ucraina                                                                | 0 – 2                                                                  | Turchia                                                                | Amichevole                                                             | Caner Erkin Mustafa Pektemek                                           | Cap: H.Altintop                                                        |
| 15-8-2012                                                              | Vienna                                                                 | Austria                                                                | 2 – 0                                                                  | Turchia                                                                | Amichevole                                                             | -                                                                      | Cap: Emre                                                              |
| 7-9-2012                                                               | Amsterdam                                                              | Paesi Bassi                                                            | 2 – 0                                                                  | Turchia                                                                | Qual. Mondiali 2014                                                    | -                                                                      | Cap: A.Turan                                                           |
| 11-9-2012                                                              | Istanbul                                                               | Turchia                                                                | 3 – 0                                                                  | Estonia                                                                | Qual. Mondiali 2014                                                    | Emre Belozoglu Umut Bulut Selcuk Inan                                  | Cap: A.Turan                                                           |
| 12-10-2012                                                             | Istanbul                                                               | Turchia                                                                | 0 – 1                                                                  | Romania                                                                | Qual. Mondiali 2014                                                    | -                                                                      | Cap: Emre                                                              |
| 16-10-2012                                                             | Budapest                                                               | Ungheria                                                               | 3 – 1                                                                  | Turchia                                                                | Qual. Mondiali 2014                                                    | Mevlut Erdinc                                                          | Cap: Emre                                                              |
| 14-11-2012                                                             | Istanbul                                                               | Turchia                                                                | 1 – 1                                                                  | Danimarca                                                              | Amichevole                                                             | Mevlut Erdinc                                                          | Cap: A.Turan                                                           |
| 6-2-2013                                                               | Manisa                                                                 | Turchia                                                                | 0 – 2                                                                  | Rep. Ceca                                                              | Amichevole                                                             | -                                                                      | Cap: A.Turan                                                           |
| 22-3-2013                                                              | Andorra la Vella                                                       | Andorra                                                                | 0 – 2                                                                  | Turchia                                                                | Qual. Mondiali 2014                                                    | Selcuk Inan Burak Yilmaz                                               | Cap: A.Turan                                                           |
| 26-3-2013                                                              | Istanbul                                                               | Turchia                                                                | 1 – 1                                                                  | Ungheria                                                               | Qual. Mondiali 2014                                                    | Burak Yilmaz                                                           | Cap: A.Turan                                                           |
| 28-5-2013                                                              | Duisburg                                                               | Turchia                                                                | 3 – 3                                                                  | Lettonia                                                               | Amichevole                                                             | Olcay Sahan Selcuk Inan (rig.) Veysel Sari                             | Cap: N.Sahin                                                           |
| 31-5-2013                                                              | Bielefeld                                                              | Turchia                                                                | 0 – 2                                                                  | Slovenia                                                               | Amichevole                                                             | -                                                                      | Cap: G.Zan                                                             |
| 14-8-2013                                                              | Istanbul                                                               | Turchia                                                                | 2 – 2                                                                  | Ghana                                                                  | Amichevole                                                             | Burak Yilmaz Umut Bulut                                                | Cap: H.Altintop                                                        |
| Totale                                                                 |                                                                        | Presenze                                                               | 18                                                                     |                                                                        | Reti                                                                   | 26                                                                     |                                                                        |

## Palmarès

### Giocatore

#### Competizioni nazionali
- TFF 3. Lig: 1

İstanbulspor: 1991-1992

### Allenatore
- Supercoppa di Turchia: 2

Trabzonspor: 2020, 2022
- Campionato turco: 1

Trabzonspor: 2021-2022